# Excel Saga
Excel Saga - Fumetto Sperimentale Insensato (へっぽこ実験漫画エクセル・サーガ?, Heppoko jikken manga Ekuseru Sāga) è un manga scritto e disegnato fra il 1996 ed il 2011 da Kōshi Rikudō, da cui è stato tratto un anime televisivo di 26 episodi diretto da Shinichi Watanabe dal titolo Excel Saga - Animazione Sperimentale Insensata trasmesso per la prima volta nel 1999 in Giappone da TV Tokyo e nel 2001 in Italia da MTV.
L'adattamento in anime è stato sviluppato dal J.C.Staff e pubblicato da Victor Entertainment. Dopo il successo, sia il manga che l'anime sono stati tradotti in inglese, spagnolo, francese, portoghese e italiano.

## Generalità
L'anime di Excel Saga è una continua satira e parodia della vita e della cultura giapponese (e non solo) ed i suoi velocissimi e colorati episodi fanno il verso a numerose serie di film, cartoni animati, videogiochi e fumetti  come Sailor Moon, Dragon Ball, Doraemon, Ken il guerriero, Resident Evil, Lupin III, Mobile Suit Gundam, Capitan Harlock, Star Blazers, Love Hina, Galaxy Express 999, Superman, Topolino, Rambo, Alien, Guerre stellari e molti altri.
Ad esempio nell'episodio 17, Animation USA, Excel prende le sembianze di Usagi Tsukino, protagonista di Sailor Moon: nel doppiaggio originale la voce di Excel è proprio di Kotono Mitsuishi, la seiyū di Usagi (Bunny), mentre in Italia è di Federica De Bortoli (la doppiatrice di Usagi nella versione non censurata del primo film della saga uscito per Shin Vision). Anche il manga ha moltissime citazioni, anche se non in chiave sarcastica come la serie animata. Per fare un esempio, l'aspetto di Nabeshin (alter ego del regista e doppiato dallo stesso nell'originale giapponese) ha una chiara ispirazione al personaggio di Lupin III (di cui ha anche lo stesso doppiatore italiano, Roberto Del Giudice). In altri episodi appaiono parodiati, personaggi di serie animate come Part, parodia di Bart, ridoppiato da Graziella Polesinanti, che ironicamente indossa un reggiseno anche se è un ragazzo, o la parodia dello stesso Capitan Harlock, ridoppiato da Gianni Giuliano, sua voce nella prima parte dell'anime.
La serie animata a volte prende particolarmente le distanze dal manga, sia negli eventi sia nella caratterizzazione dei personaggi.
Il regista ha anche diretto uno spin-off, intitolato Puni Puni Poemi, che vede come protagonista Poemi, la figlia di Nabeshin. A differenza del fumetto, inoltre, l'anime non ha una vera e propria continuità tra un episodio e l'altro, se non nei primi e negli ultimi episodi.

## Trama
Sia il manga che l'anime seguono da vicino la ACROSS, Organizzazione Segreta per la Promozione dell'Ideale, società che mira alla conquista del mondo. La campagna di conquista parte dalla Città F (Fukuoka), della Prefettura F (prefettura di Fukuoka), in cui si trova la sede in cui opera "Sua Eccellenza Il Palazzo", suo Comandante Supremo.
L'ACROSS inizialmente è composta soltanto da Sua Eccellenza Il Palazzo ed Excel, una ragazza iperattiva e molto determinata innamorata perdutamente del primo. Successivamente si unirà a loro Hyatt, una ragazza più lucida di Excel, ma con la caratteristica innaturale di morire e resuscitare periodicamente. Nel manga l'origine di Hyatt è sconosciuta, ma presumibilmente non naturale; nell'anime viene illustrato come Hyatt abbia origini extra-terrestri.
In ogni episodio ad Excel e Hyatt viene assegnata una particolare missione per conquistare la città, missione che generalmente le protagoniste non riescono a portare a termine, compromettendo il piano di conquista del mondo. Accompagnate solitamente dal loro cane Frattaglia (Menchi), che ha anche la funzione di cibo di emergenza, al di fuori dell'ACROSS le due ragazze devono condurre una vita normale e cambiano spesso lavoro (solitamente non hanno mai abbastanza soldi per permettersi una cena dignitosa). Nel manga, invece, con l'arrivo di Elgarla (Elgala nell'edizione inglese), Sua Eccellenza Il Palazzo assegna loro un cospicuo capitale per le loro spese, permettendo così di limitare "l'approvvigionamento sul campo". Il loro tenore di vita conoscerà così alti e bassi a causa dell'imprevedibile desiderio di spesa del trio.
La maggior parte dell'azione si svolge tra ACROSS e la Squadra Comunal-Combattente, votata all'ordine cittadino. In ogni episodio dell'anime, inoltre, compare Pedro, protagonista sud americano di una sotto trama che non ha praticamente nulla a che fare con la storia principale, se non per il "cattivo finale", ovvero il signor Quell'Uomo, leader dell'ACROSS. Questi personaggi non hanno nessun legame col manga, in cui è Il Palazzo ad essere il Comandante Supremo dell'ACROSS.

## Personaggi principali
Excel (エクセル?, Ekuseru)
Doppiata da: Kotono Mitsuishi (ed. giapponese), Federica De Bortoli (ed. italiana)
Il suo vero nome è sconosciuto, infatti Excel rappresenta un nome in codice. Nel manga vengono citati anche altri nomi per l'impiego civile quali Hanako Dosukoi (usato anche nell'anime) e Chocho Convoy. Il soprannome con cui si fa chiamare dagli altri membri dell'ACROSS è Ecchan. È la protagonista della storia. Muore nel primo episodio dell'anime, ma viene riportata in vita dalla Grande Volontà del Grande Universo e si arruola nell'ACROSS. Nel fumetto, sin dall'inizio, è il n°2 dell'ACROSS e, per quanto la sua posizione venga successivamente minacciata prima da un pupazzo, poi da Hyatt ed infine da Elgarla, riesce comunque a difendere la piramide gerarchica. A differenza dell'anime, nel manga Excel pare godere della piena fiducia de Il Palazzo, in virtù essenzialmente della sua fedeltà cieca ed assoluta e della sua estrema poliedricità. In considerazione di ciò, valuta sé stessa la persona più importante sulla Terra, dopo naturalmente il capo supremo dell'ACROSS. È il comandante dei membri combattenti. Il suo nome deriva dal nome di un hotel di Fukuoka: l'Hakata Excel Tokyu.
Sua Eccellenza Il Palazzo (イルパラッゾ?, Iruparazzo)
Doppiato da: Takehito Koyasu (ed. giapponese), Luca Ward (ed. italiana)
Comandante supremo dell'ACROSS. Generalmente non ha alcuna pazienza con Excel e capisce subito che Hyatt è dotata di migliori capacità intellettive, e spesso preferisce discutere con lei delle missioni. Nell'anime, durante le operazioni, Sua Eccellenza Il Palazzo non fa nulla e aspetta che le sue due tirapiedi tornino alla sede. È possibile infatti vederlo giocare con videogiochi, suonare e cantare con il proprio gruppo rock, e così via. Non è comunque un essere umano comune, come testimoniano i suoi strani occhi da gatto e i suoi superpoteri, di cui si avrà un assaggio solo alla fine. Possiede anche una personalità distorta, che risulta evidente anche nel manga. Mentre nell'anime Sua Eccellenza Il Palazzo rappresenta solamente una parodia del classico “Cattivo”, nel manga risulta essere una personalità seria e geniale. Come il Dottor Kababu, è un sopravvissuto dell'antica civiltà di Solaria (nella storia ha più di 20.000 anni) ed usa queste tecnologie per raggiungere il suo obiettivo: la conquista del mondo. Così come quelli di Excel e Hyatt, il suo nome deriva da quello di un hotel di Fukuoka, Il Palazzo, progettato da Aldo Rossi.
Hyatt (ハイアット?, Haiatto)
Doppiata da: Omi Minami (ed. giapponese), Perla Liberatori (ed. italiana)
Ovvero Chihaya Ayasugi (rispettivamente nome in codice e nome di copertura), soprannome Hacchan. Nell'anime arriva sulla Terra con un'astronave dei Puchuu, alieni caratterizzati da un aspetto innocuo ma assolutamente malvagi. Nel manga invece viene assunta direttamente da Sua Eccellenza Il Palazzo dopo un incontro. La particolarità di questa ragazza è che muore senza motivo, a volte vomitando sangue, per poi resuscitare poco dopo. Quando è in vita è costantemente anemica e si esprime con un filo di voce. L'anime ed il manga non spiegano i motivi di questa strana malattia. Nell'anime è la preferita di Sua Eccellenza, ma nel manga la sua posizione è più incerta (non viene comunque mai punita). Nel manga la sua capacità principale è l'abilità con le armi da fuoco. Tuttavia nel 14º volume sarà catturata da Watanabe ed a lui assegnata in custodia. Nella stessa occasione, perderà la memoria. Come per Excel e Sua Eccellenza Il Palazzo, anche il suo nome deriva da un Hotel della città di Fukuoka: Grand Hyatt Hotel.

### Origine dei nomi
Rikudō ha inserito numerosi riferimenti alla sua città natale di Fukuoka, citando detti locali nella serie e battezzando i suoi personaggi con i nomi di alcune località cittadine. Il nome Daitenjin è un riferimento al nome del distretto commerciale di Fukuoka, Tenjin: i loro nomi in codice sono quelli di grandi magazzini e altri centri commerciali di quel distretto, mentre i loro cognomi sono quelli di quartieri della città. Excel, Hyatt e Sua Eccellenza Il Palazzo portano il nome di tre grossi hotel di Fukuoka, rispettivamente Hakata Excel Tokyu, Grand Hyatt Hotel, Il Palazzo. Gli androidi Ropponmatsu devono il loro nome ad una stazione della metropolitana della città, mentre il nome ACROSS deriva dalla Asian CrossRoads Over the Sea Building del succitato distretto di Tenjin. Elgala prende il nome dalla Fukuoka Elgala Hall.
Una serie che ha una caratteristica analoga è School Rumble; in tal caso i nomi dei personaggi sono presi da stazioni ferroviarie. Alcune difficoltà sono sorte per il passaggio da manga ad anime (i sottotitoli) del nome "Il Palazzo": infatti in alcune versioni viene scritto Ilpalazzo senza spazio, errore che naturalmente chi non conosce l'italiano o l'hotel di Fukuoka ha qualche problema a notare.
Al contrario Kabapu è stato battezzato non da un luogo, ma dal nome della mascotte della 1989 Asia-Pacific Expo, tenuta in Fukuoka per celebrare il centennale della fondazione della città moderna (nata dalla fusione di Hakata e Fukuoka).

## Media

### Manga
Il manga è basato principalmente sugli aspetti comuni della vita giapponese, da problemi importanti come il mercato del lavoro giapponese, lo stato dell'assistenza medica, la corruzione politica e l'uguaglianza delle donne a preoccupazioni più mondane, come le relazioni di lavoro in ufficio, la cerimonia di contemplazione dei fiori (hanami) e i giorni di raccolta della spazzatura nel vicinato. Il manga contiene solo una modesta quantità di parodia esplicita: l'organizzazione di Kabapu è una citazione del genere sentai e il dottore Sekifumi Iwata è una presa in giro di Black Jack di Osamu Tezuka.
In Giappone è stato serializzato dal 1996 al 30 luglio 2011 sulla rivista Young King OURs edita da Shōnen Gahōsha. La stessa casa editrice ha poi raccolto i singoli capitoli in ventisette volumi tankōbon pubblicati dal 23 aprile 1997 al 29 ottobre 2011. Per celebrare il venticinquesimo anniversario della serie, la testata d'origine della serie ha pubblicato un capitolo speciale one-shot il 28 dicembre 2021.
In Italia il manga è stato pubblicato da Dynit sulla testata Crazy Manga con periodicità irregolare a partire dall'ottobre 2001 fino al volume 11, per poi venire interrotto a tempo indeterminato per scarse vendite.
La serie è stata distribuita anche negli Stati Uniti ed in Canada da Viz Media, in Francia da Kabuto ed in Spagna da Selecta Visión.

#### Origine
Kōshi Rikudō ha spiegato che il manga di Excel Saga è tratto da Municipal Force Daitenjin, una sua dōjinshi che aveva realizzato ai tempi della scuola. Il motivo della nascita di Excel Saga è stato il desiderio di Rikudō di sviluppare meglio il personaggio di Excel. Altra influenza è stata la situazione economica mondiale a quel tempo, in cui lui si descrive "depresso con una visione pessimistica della vita". Secondo l'autore, egli scrisse Excel Saga come metodo per "ridere di quel punto di vista": da qui la caratteristica della serie di parlare soprattutto di vicende della vita quotidiana.

### Anime
L'anime è stato diretto da Shinichi Watanabe e pubblicato da Victor Entertainment. Il gruppo che ha dato vita alla serie, J.C.Staff, compare spesso nella serie, la maggior parte delle volte chiedendo a Kōshi Rikudō autorizzazioni. In Giappone la serie è stata trasmessa su TV Tokyo dal 7 ottobre 1999 al 30 marzo 2000, mandando in onda 25 episodi mentre il 26º episodio è stato distribuito solo in DVD per via dei contenuti in esso presenti.
In Italia è stata pubblicata da Dynamic Italia inizialmente in 13 VHS tra il 2000 e il 2001 e poi in 5 DVD nel 2002. Prima del termine della pubblicazione in home video, fu mandata in onda su MTV dal 10 aprile al 25 settembre 2001 all'interno del contenitore Anime Night: come in Giappone, non fu trasmesso l'ultimo episodio. Tuttavia quest'ultimo andò in onda il 29 giugno 2009 al termine della replica sul canale satellitare Cooltoon (iniziata il 1º giugno). A marzo 2013 la serie (completa dell'episodio 26) è stata pubblicata la serie per la visione in streaming sul sito Popcorn TV, rimanendo disponibile per alcuni anni.
Nei DVD editi da Dynit, nascosti nel menù degli extra, ci sono dei Ghost Bonus, ovvero spezzoni di Excel Saga ridoppiati dai doppiatori originali.
L'anime è stato trasmesso anche negli Stati Uniti su Anime Network, in Francia su Canal+, in Brasile, Argentina, Messico e Venezuela su Animax ed in Inghilterra su Sci-Fi Channel.

#### Doppiaggio
Di seguito sono elencati i doppiatori (in giapponese ed in italiano) dei personaggi principali:
| Personaggio                        | Doppiatore originale | Doppiatore italiano |
| ---------------------------------- | -------------------- | ------------------- |
| Excel                              | Kotono Mitsuishi     | Federica De Bortoli |
| Hyatt                              | Omi Minami           | Perla Liberatori    |
| Sua Eccellenza Il Palazzo          | Takehito Koyasu      | Luca Ward           |
| Frattaglia                         | Satomi Kōrogi        | Cristina Noci       |
| Nabeshin                           | Shin'ichi Watanabe   | Roberto Del Giudice |
| Grande Volontà del Grande Universo | Yūko Mizutani        | Antonella Rendina   |
| Pedro                              | Takashi Nagasako     | Franco Mannella     |
| Kōshi Rikudō                       | Wataru Takagi        | Luca Dal Fabbro     |
| Norikuni Iwata                     | Shōtarō Morikubo     | Massimiliano Alto   |
| Tooru Watanabe                     | Ryōtarō Okiayu       | Nanni Baldini       |
| Misaki Matsuya                     | Yuka Imai            | Barbara De Bortoli  |
| Puchuu                             | Omi Minami           | Francesca Manicone  |
| Ropponmatsu                        | Satsuki Yukino       | Stella Musy         |
| Cosette                            | Akiko Yajima         | Domitilla D'Amico   |
| Quell'uomo                         | Ryōtarō Okiayu       | Roberto Draghetti   |
| Key                                | Takeshi Kusao        | Patrizio Prata      |

#### Colonna sonora
La colonna sonora di Excel Saga è stata composta da Toshio Masuda ed è caratterizzata dalla presenza di brani dei generi più variegati, usati nell'anime come sottofondi comici. Anche le sigle sono dello stesso autore, con le parole del regista Watanabe. Il personaggio di Pedro è sempre accompagnato in sottofondo dalla canzone The House of the Rising Sun in versione strumentale.
La sigla d'apertura è Ai (Chūseishin) (愛（忠誠心）?) mentre in chiusura vengono adoperate rispettivamente Menchi · Aishū no bolero ~ Shokusu no ne (メンチ・哀愁のボレロ〜食すのね?) (ep. 1-25) e Menchi · Aishū no bolero (Gyakuna) (メンチ・哀愁のボレロ ～逆なのね?) (ep. 26); tutti i brani sono composti da Toshio Masuda, scritti da Shinichi Watanabe e cantati dalle Excel♥Girls.

## Differenze tra anime e manga
Fumetto e versione animata si distinguono in numerosi dettagli oltre a quelli già citati; ciò è dovuto in primo luogo all'asimmetria della durata (27 volumi contro una singola stagione autoconclusiva). La differenza più radicale è che la prospettiva nel manga è sempre interiore all'universo della storia, senza interventi di personaggi esterni, come l'autore Kōshi Rikudō, per fini umoristici.
Il personaggio di Pedro è stato ideato appositamente per l'anime, e ha solo un cameo nel manga, quando il suo nome viene menzionato fuoricampo in una vignetta. Nell'anime Hyatt arriva su una nave Puchuu da Marte e sembra essere una principessa marziana, mentre nel manga viene assunta dopo un colloquio con Il Palazzo, e inizialmente non viene rivelato alcun dettaglio sulle sue anomalie. Elgala, la terza ed ultima ragazza che si unisce all'Across, compare nel fumetto solo dopo la fine della serie animata. Il Professor Shiouji ha un ruolo più grande nel manga.
Nel manga Il Palazzo è il capo assoluto dell'Across, mentre nell'anime sembra che egli comandi solo la sezione giapponese: viene infatti prima menzionata una "sede centrale", e alla fine si scopre che c'è un consiglio superiore denominato "I Sei Grandi dell'Across", tra i quali Quell'Uomo, che rappresenta quindi il vero antagonista.
I primi numeri del fumetto hanno un'atmosfera piuttosto spensierata, cosa che si riflette nella serie animata, ma i numeri successivi assumono toni più ambigui, talvolta drammatici: è difficile in particolar modo dedurre quale sia il vero fine della contesa tra il Dr. Kabapu e Il Palazzo e chi dei due sia eticamente più rispettabile.